# Crkva sv. Liberana i arheološko nalazište na Gomilama
| Crkva sv. Liberana |  | Crkva sv. Liberana         |
| Crkva sv. Liberana |  | Prapovijesna kamena gomila |

Kapela sv. Liberana zajedno s četiri praopovijesne gomile nalazi na dominantnoj poziciji, na zapadnom ulazu u naselje Vidonje, na prijevoju zvanom Gomile. Kapela sv. Liberana sagrađena je 1861. a njezina gradnja najvjerojatnije je započela 1848. kako to sugerira natpis uklesan na apsidi kapelice „Vidogna 10/10 1848“. Pored ovog natpisa nalazi se još jedan natpis „B. Gospa S. Liberan“ koji nam govori kako je kapelica bila posvećena Gospi i sv. Liberanu, ali je tijekom vremena prevladao naslovnik sv. Liberan. Kapela je jednobrodna građevina, pravokutnog tlocrta s pravokutnom apsidom, orijentirana istok-zapad. Građena je od fino obrađenih, pravilnih kamenih klesanaca slaganih u redove. Na pročelju je ulaz u masivnim kamenim pragovima čiji je nadvratnik nadvišen višestruko profiliranom gredom koja je u gornjoj zoni ukrašena dentama. Sjeverno i južno od dovratnika nalaze se kamene natpisne ploče obrubljene dvostrukom profilacijom, ali bez natpisa. Iznad ploča su dva jednostavna, manja lučna prozora. Sjeverno i južno od grede nalaze se dvije uže vertikalno položene ploče ukrašene isklesanim svijećnjakom u plitkom reljefu. Iznad grede nalazi se kamena rozeta dok se pročelje završava sa zvonikom na preslicu za jedno zvono. Sljeme začelnog zida apside ukrašeno je klesanom koncentričnom kružnicom ispod koje su 3 klesana križa od kojih je središnji veći i donjim krakom se naslanja na klesanu traku. Ispod ovog ukrasa nalaze se kamene natpisne ploče sa gore spomenutim natpisima. Dvostrešni krov crkve prekriven je kamenim pločama slaganim po „dijagonali“. Sljemenjače na krovu su izrađene od kamena u obliku koji imitira kupu kanalicu. Unutrašnjost crkva se sastoji od prostora lađe i užeg svetišta. Pod kapele popločan je kamenim pločama a kapela je presvođena kamenim svodom. Južno od kapele i pristupnog put nalaze se 4 velike prapovijesne gomile.

## Zaštita
Pod oznakom Z-7629 zavedeno je kao nepokretno kulturno dobro - pojedinačno, pravna statusa zaštićena kulturnog dobra, klasificirano kao "sakralna građevina".